# Clair Patterson
Clair Cameron Patterson (Mitchellville, 2 giugno 1922 – Sea Ranch, 5 dicembre 1995) è stato un chimico statunitense specialista in geochimica. Nel 1953 con uno spettrografo di massa determinò con esattezza l'età della Terra in 4,55 miliardi di anni.

## Biografia
Patterson sviluppò un metodo di datazione basato sulla quantità di isotopo di piombo ed uranio presenti nei meteoriti, considerati materiali di scarto formatisi durante la nascita del sistema solare, e quindi aventi la stessa età dei pianeti. Tuttavia, al momento della misurazione spettrografica, notò che tutti i campioni di materiali risultavano contaminati da una forte quantità di piombo. Patterson accantonò momentaneamente il problema della contaminazione.
Nel 1953 progettò la creazione di un laboratorio asettico, risolvendo così il problema ed ottenendo le misurazioni necessarie a determinare l'età della Terra. Successivamente si dedicò a scoprire i motivi della misteriosa contaminazione, e si accorse quasi subito che era causato dalla presenza nell'atmosfera di piombo proveniente dal piombo tetraetile che era aggiunto nelle benzine come additivo antidetonante. Per dimostrare che il piombo immesso nell'atmosfera proveniva soprattutto dai gas di scarico delle automobili, Patterson misurò il contenuto del metallo negli strati di ghiaccio della Groenlandia che si erano depositati nel tempo.
Questo metodo di carotaggio dei ghiacciai è oggi impiegato negli studi del clima e dell'ambiente di epoche passate. Scoprì che l'atmosfera iniziava ad arricchirsi costantemente di piombo a partire dal 1923, anno dell'immissione sul mercato del piombo tetraetile. A causa della nocività del piombo e dei suoi composti, in particolare di quelli organici come il piombotetraetile, lo scienziato si adoperò affinché il piombo tetraetile fosse eliminato dalle benzine. Nel fare ciò incontrò una fortissima resistenza subendo anche il boicottaggio del suo lavoro di scienziato. Ad esempio, l'American Petroleum Institute e l'US Public Health Service, un ente governativo che avrebbe dovuto essere indipendente, gli tagliarono i fondi per la ricerca, che, da allora, poté procurarsi solo con grande difficoltà.
In questa sua battaglia, Patterson, ebbe comunque successo tanto che, nel 1970, il Congresso degli Stati Uniti votò il Clean Air Act, che limitava fortemente l'utilizzo dei composti del piombo con il risultato che, nel 1986, tutti i carburanti additivati con piombo tetraetile furono posti fuori commercio negli Stati Uniti.

## Opere
- Patterson C., Tilton G., Inghram M., Age of the Earth, Science 212, 69-75 (1955)
- Patterson C., Age of meteorites and the Earth, Geochimica et Cosmochimica Acta 10, 230-237 (1956)
- Patterson C., Contaminated and natural environments of man, Arch. Environ. Health 11, 344-360 (1965)

## Omaggi
- Gli è stato intitolato l'asteroide 2511 Patterson.